# División de Honor de fútbol sala 2004-05
La temporada 2004-05 de División de Honor fue la 16.ª edición de la máxima competición de la Liga Nacional de Fútbol Sala española. Se disputó entre el 4 de septiembre de 2004 y el 25 de junio de 2005. La liga empezó con 16 equipos y un sistema de liga basado en fase regular más fase final, en el que los ocho primeros disputarían el título de campeón y los dos últimos descendían a División de Plata.
El campeón fue Boomerang Interviú, que batió en la final a ElPozo Murcia Turística en cinco partidos.

## Campeonato

### Liga regular
| Puesto | Equipo                   | Ptos | J  | G  | E | P  | GF  | GC  | DG  | Nota                         |
| ------ | ------------------------ | ---- | -- | -- | - | -- | --- | --- | --- | ---------------------------- |
| 1      | ElPozo Murcia Turística  | 73   | 30 | 23 | 4 | 3  | 175 | 107 | +68 | Fase final                   |
| 2      | Boomerang Interviú       | 67   | 30 | 21 | 4 | 5  | 140 | 99  | +41 | Fase final                   |
| 3      | Playas de Castellón      | 59   | 30 | 18 | 5 | 7  | 146 | 104 | +42 | Fase final                   |
| 4      | Polaris World Cartagena  | 57   | 30 | 16 | 9 | 5  | 124 | 83  | +41 | Fase final                   |
| 5      | Benicarló FS             | 46   | 30 | 14 | 4 | 12 | 118 | 119 | -1  | Fase final                   |
| 6      | MRA Gvtarra              | 43   | 30 | 12 | 7 | 11 | 118 | 116 | +2  | Fase final                   |
| 7      | Lobelle de Santiago      | 41   | 30 | 12 | 5 | 13 | 114 | 114 | ±0  | Fase final                   |
| 8      | DKV Seguros Zaragoza     | 41   | 30 | 11 | 8 | 11 | 118 | 134 | -16 | Fase final                   |
| 9      | Miró Martorell           | 40   | 30 | 11 | 7 | 12 | 127 | 131 | -4  |                              |
| 10     | Azkar Lugo FS            | 40   | 30 | 13 | 1 | 16 | 106 | 116 | -10 |                              |
| 11     | Fiat Autoexpert Torrejón | 34   | 30 | 10 | 4 | 16 | 123 | 127 | -4  |                              |
| 12     | Caja Segovia FS          | 34   | 30 | 9  | 7 | 14 | 98  | 125 | -27 |                              |
| 13     | Muebles Caloto Triacqua  | 32   | 30 | 8  | 8 | 14 | 117 | 135 | -18 |                              |
| 14     | PSG Móstoles             | 29   | 30 | 8  | 5 | 17 | 103 | 122 | -19 | Promoción                    |
| 15     | UD Boadilla Las Rozas    | 26   | 30 | 7  | 5 | 18 | 111 | 129 | -18 | Descenso a División de Plata |
| 16     | Marfil Santa Coloma      | 15   | 30 | 4  | 3 | 23 | 86  | 163 | -77 | Descenso a División de Plata |

Ascienden a División de Honor 2005/06: Albacete FS (Albacete) y GSI Bilbao (Bilbao).
Sistema de puntuación: Victoria = 3 puntos; Empate (E) = 1 punto; Derrota = 0 puntos

### Fase final
|  | Cuartos de final          | Cuartos de final    |                           |                           | Semifinales         | Semifinales         |  |                           | Final               | Final               |  |
|  | Mejor de 3 partidos       | Mejor de 3 partidos |                           |                           | Mejor de 5 partidos | Mejor de 5 partidos |  |                           | Mejor de 5 partidos | Mejor de 5 partidos |  |
|  |                           |                     |                           |                           |                     |                     |  |                           |                     |                     |  |
|  |                           |                     |                           |                           |                     |                     |  |                           |                     |                     |  |
|  | 1 ElPozo Murcia Turística | 2                   |                           |                           |                     |                     |  |                           |                     |                     |  |
|  | 1 ElPozo Murcia Turística | 2                   |                           |                           |                     |                     |  |                           |                     |                     |  |
|  | 8 DKV Seguros Zaragoza    | 0                   |                           |                           |                     |                     |  |                           |                     |                     |  |
|  | 8 DKV Seguros Zaragoza    | 0                   |                           | 1 ElPozo Murcia Turística | 3                   |                     |  |                           |                     |                     |  |
|  |                           |                     |                           | 1 ElPozo Murcia Turística | 3                   |                     |  |                           |                     |                     |  |
|  |                           |                     | 4 Polaris World Cartagena | 0                         |                     |                     |  |                           |                     |                     |  |
|  | 4 Polaris World Cartagena | 2                   | 4 Polaris World Cartagena | 0                         |                     |                     |  |                           |                     |                     |  |
|  | 4 Polaris World Cartagena | 2                   |                           |                           |                     |                     |  |                           |                     |                     |  |
|  | 5 Benicarló FS            | 0                   |                           |                           |                     |                     |  |                           |                     |                     |  |
|  | 5 Benicarló FS            | 0                   |                           |                           |                     |                     |  | 1 ElPozo Murcia Turística | 1                   |                     |  |
|  |                           |                     |                           |                           |                     |                     |  | 1 ElPozo Murcia Turística | 1                   |                     |  |
|  |                           |                     | 2 Boomerang Interviú      | 3                         |                     |                     |  |                           |                     |                     |  |
|  | 2 Boomerang Interviú      | 2                   | 2 Boomerang Interviú      | 3                         |                     |                     |  |                           |                     |                     |  |
|  | 2 Boomerang Interviú      | 2                   |                           |                           |                     |                     |  |                           |                     |                     |  |
|  | 7 Lobelle de Santiago     | 0                   |                           |                           |                     |                     |  |                           |                     |                     |  |
|  | 7 Lobelle de Santiago     | 0                   |                           | 2 Boomerang Interviú      | 3                   |                     |  |                           |                     |                     |  |
|  |                           |                     |                           | 2 Boomerang Interviú      | 3                   |                     |  |                           |                     |                     |  |
|  |                           |                     | 6 MRA Gvtarra             | 2                         |                     |                     |  |                           |                     |                     |  |
|  | 3 Playas de Castellón     | 0                   | 6 MRA Gvtarra             | 2                         |                     |                     |  |                           |                     |                     |  |
|  | 3 Playas de Castellón     | 0                   |                           |                           |                     |                     |  |                           |                     |                     |  |
|  | 6 MRA Gvtarra             | 2                   |                           |                           |                     |                     |  |                           |                     |                     |  |
|  | 6 MRA Gvtarra             | 2                   |                           |                           |                     |                     |  |                           |                     |                     |  |
|  |                           |                     |                           |                           |                     |                     |  |                           |                     |                     |  |

| Campeón de la Liga Nacional de Fútbol Sala |
| ------------------------------------------ |
| Boomerang Interviú Séptimo título          |

### Fase de permamencia
| Gestesa Guadalajara | 1 | - | 3 | PSG Móstoles |

## Goleadores
| Puesto | Jugador        | Equipo                  | Goles |
| ------ | -------------- | ----------------------- | ----- |
| 1      | Lenísio        | ElPozo Murcia Turística | 52    |
| 2      | Fernandao      | Miró Martorell          | 34    |
| 2      | Javi Rodríguez | Playas de Castellón     | 34    |
| 4      | Dani Salgado   | Miró Martorell          | 30    |
| 4      | Schumacher     | Boomerang Interviú      | 30    |